# David Copperfield
För andra betydelser, se David Copperfield (olika betydelser).
David Copperfield är en roman av den brittiske författaren Charles Dickens, ursprungligen utgiven som följetong från maj 1849 till november 1850 och i bokform 1850.

## Självbiografiska drag
Romanen David Copperfield företer många självbiografiska inslag, och utan tvekan var boken delvis menad som en självbiografi. I stora drag är boken en fullständig återgivning av Dickens egen barndom och uppväxt; skolan med dåtidens hårda lärare, skokrämsfabriken, juristutbildningen m.m. Allt är hämtat ur författarens eget liv. Även Copperfields senare liv som parlamentsstenograf, journalist och författare stämmer in på Charles Dickens.

## Personskildring
Boken skildrar David Copperfields första trettio år i livet, eller snarare hans betraktelser. Bokens jagform ger en klar verklighetskänsla och en förnimmelse av att få en berättelse förtäljd för en, mer än att vara betraktaren.
Personerna i boken är skildrade i enkelhet, alla med en karaktärsegenskap som hela tiden ger sig till känna. Läsaren bildar sig snabbt en uppfattning om personen och kan placera honom/henne bland de övriga. Att personerna uppträder så konsekvent hela tiden gör dem mer levande för läsaren.

## Följetong
Tidens ideal låg i det riktigt realistiska. Dickens tycks dock inte ha ägnat något större intresse åt ledstjärnor, utan skrev för sin läsekrets. Liksom många andra böcker vid denna tid, kom David Copperfield ut i månadshäften (19 stycken). Boken skrevs medan utgivningen pågick. Detta möjliggjorde att planen kunde ändras efter läsarnas attityd.
Den viktorianska tidens moral blev en rik källa till romanintriger, så också i David Copperfield. Högläsning för hela familjen var vanligt, och denna totala spridning manade myndigheter att censurera alltför närgångna realistiska skildringar till anständighet.

## Huvudpersoner
- David Copperfield – En optimistisk, flitig och ihärdig yngling, bokens protagonist.
- Clara Copperfield – Davids vänliga mor, som beskrivs som oskyldigt barnslig. Hon dör då David är på Salem House. Edward Murdstone är hennes andra make.
- Clara "Peggotty" Peggotty – Den trogna tjänstekvinnan hos familjen Copperfield, och Davids livslånga följeslagare, gifter sig med Mr. Barkis.
- Betsey Trotwood – Davids excentriska, temperamentsfulla men godhjärtade gammel-moster som blir Davids förmyndare efter att han rymmer från Grinby och Murdstone.
- Mr. Chillip – En blyg doktor som assisterar vid Davids födelse och drar på sig Betsey Trotwoods vrede när han berättar för henne att Claras barn är en pojke och inte en flicka.
- Mr. Barkis – En högdragen karaktär som deklarerar sin avsikt att gifta sig med Peggotty.
- Edward Murdstone – Unge Davids grymma styvfar, som slår honom då han halkar efter i studierna.
- Jane Murdstone – Mr. Murdstones lika grymma syster, som flyttar in efter att Mr. Murdstone gift sig med Clara Copperfield.
- Daniel Peggotty – Peggottys bror, en stillsam men generös fiskare, som tar brorsonen Ham och systerdottern Emily under sitt beskydd då de blir föräldralösa.
- Emily (Lilla Emily) – Mr. Peggottys systerdotter. Hon är barndomsvän till David Copperfield, som älskar henne i barndomen. Hon lämnar sin fästman, Ham, för Steerforth, men återvänder då Steerforth överger henne.
- Ham Peggotty – En godmodig brorson till Mr. Peggotty och förlovad med Emily.
- Mrs. Gummidge.
- Martha Endell.
- Mr. Creakle – Föreståndare för Salem House.
- James Steerforth – Nära vän till David, romantisk och charmerande. Han är omtyckt av de flesta, men visar sig karaktärslös då han förför och sedan överger Emily.
- Tommy Traddles – En nära vän och skolkamrat till David.
- Wilkins Micawber – En stillsam man som David blir vän med. Han har ständiga ekonomiska svårigheter. Karaktären baseras på Dickens' egen far.
- Mr. Dick (Richard Babley).
- Dr. Strong.
- Jack Maldon.
- Mr. Wickfield.
- Agnes Wickfield. Mr. Wickfields dotter och hushållerska som han ser som sitt enda motiv i livet.
- Uriah Heep – En ondskefull inställsam ung man som är Mr. Wickfields bokhållare. Han hyser ett djupt hat mot David och många andra.
- Mrs. Heep – Uriahs mor
- Mrs. Steerforth – James Steerforths mor.
- Miss Dartle – Mrs. Steerforths väninna
- Mr. Spenlow
- Dora Spenlow – Den förtjusande men naiva och hopplöst bortskämda dottern till Mr. Spenlow. Hon blir Davids första hustru.

## Filmatiseringar i urval
- 1935 - David Copperfield, amerikansk film i regi av George Cukor, med Frank Lawton, Basil Rathbone, Lionel Barrymore och W.C. Fields.
- 1993 - David Copperfield, fransk-kanadensisk animerad TV-film med röster av Julian Lennon, Kelly LeBrock, Sheena Easton och Michael York.
- 1999 - David Copperfield, brittisk miniserie av BBC i regi av Simon Curtis, med Daniel Radcliffe, Maggie Smith, Bob Hoskins och Ian McKellen.
- 2019 - The Personal History of David Copperfield i regi av Armando Iannucci.